# Terpnomyia angustifrons
Terpnomyia angustifrons är en tvåvingeart som beskrevs av Friedrich Georg Hendel 1909. Terpnomyia angustifrons ingår i släktet Terpnomyia och familjen fläckflugor. Inga underarter finns listade i Catalogue of Life.